# Andrew Johnson (futbolista)
Andrew Johnson (Bedford, Inglaterra, 10 de febrero de 1981) es un exfutbolista inglés. Jugaba de delantero. Su último club fue el Crystal Palace F. C. de Inglaterra, equipo al que regresó como embajador una vez ya retirado.

## Selección nacional
Fue internacional con la selección de fútbol de Inglaterra en 8 ocasiones.

## Clubes
| Club                      | País       | Año       |
| ------------------------- | ---------- | --------- |
| Birmingham City F. C.     | Inglaterra | 1997-2002 |
| Crystal Palace F. C.      | Inglaterra | 2002-2006 |
| Everton F. C.             | Inglaterra | 2006-2008 |
| Fulham F. C.              | Inglaterra | 2008-2012 |
| Queens Park Rangers F. C. | Inglaterra | 2012-2014 |
| Crystal Palace F. C.      | Inglaterra | 2014-2015 |